# Ковнацин
Ковнацин (пол. Kownacin) — село в Польщі, у гміні Грабово Кольненського повіту Підляського воєводства.
Населення — 34 особи (2011).
У 1975-1998 роках село належало до Ломжинського воєводства.

## Демографія
Демографічна структура станом на 31 березня 2011 року:
|          | Загалом | Допрацездатний вік | Працездатний вік | Постпрацездатний вік |
| -------- | ------- | ------------------ | ---------------- | -------------------- |
| Чоловіки | 13      | 3                  | 7                | 3                    |
| Жінки    | 21      | 7                  | 10               | 4                    |
| Разом    | 34      | 10                 | 17               | 7                    |